# Das Skelett
Das Skelett ist ein deutsches Stummfilmdrama aus dem Jahre 1916 von Richard Eichberg mit Ellen Richter und Hans Mühlhofer in den Hauptrollen.

## Handlung
Professor Osiander gilt als ausgezeichneter Mediziner. Derzeit seziert er Skelett und Schädel der eines unnatürlichen Todes gestorbenen Wäscherin Cora Gabor. Übermüdet wie er von seiner vielen Arbeit ist, schläft er über seinen Untersuchungen ein und beginnt zu träumen. Einst hatte der junge Medizinstudent Osiander ein Verhältnis mit Cora. Er schwängerte sie, ließ das Mädel aber mit dem Kind sitzen und heiratete mit Helene eine andere, eine ebenso junge wie wohlhabende Frau aus gutem Hause. Coras und Rudolfs Kind starb wenig später, und Cora begann ihr altes Leben hinter sich zu lassen. Sie ging zum Varieté und wurde Tanzpartnerin des schwarzen Tänzers Jimani. Später lernte sie den Grafen Carlo Moretti kennen und wurde seine Frau.
Osiander, mittlerweile Professor, wurde eines Tages ins Haus des Grafen gerufen, da dieser schwer erkrankte. Bei der anstehenden Behandlung kam es zum Wiedersehen mit der schnöde im Stich gelassenen Cora. Bei dieser Begegnung liegt dem Mediziner vor allem daran, Cora darauf aufmerksam zu machen, dass sich der Umgang einer Weißen mit einem „Neger“ nicht gezieme. Daraufhin jagte Cora ihren Partner Jimani mit der Reitpeitsche aus dem Haus. Ebenso verletzt wie unglaublich zornig nahm der Schwarze fürchterliche Rache, stahl ein Seziermesser von Osianders Bestecktisch und brachte Cora damit brutal um. Die Polizei kam, um den Professor zu verhaften. In einem Prozess wird er zum Tode verurteilt. Schweißgebadet wacht Rudolf Osiander auf: es war ja alles nur ein Traum!

## Produktionsnotizen
Das Skelett, mit einem Untertitel Das seltsame Erlebnis eines Phrenologen versehen, passierte die Zensur im September 1916, erhielt Jugendverbot und erlebte seine Uraufführung am 17. November 1916 in den Uraufführungsspielstätten der Berliner Union-Theater. Die Länge des Vierakters mit Vorspiel betrug bei der Neuzensurierung im Mai 1921 1580 Meter. In Österreich-Ungarn, wo der Film am 23. März 1917 anlief, trug er den Titel Professor Osianders seltsames Abenteuer. Dort war der Film rund 1750 Meter lang.
Die Bauten wurden von Martin Bauer entworfen und von Edmund Heuberger umgesetzt. Heuberger gab mit dieser Arbeit und einer weiteren, nahezu zeitgleich entstandenen Eichberg-Inszenierung mit Ellen Richter in der Hauptrolle, Frauen, die sich opfern, sein Filmdebüt.

## Kritik
„Das von Karl Schneider ersonnene Sujet hat Richard Eichberg glänzend inszeniert. Einen besonderen Anteil an dem Erfolg hatten die Hauptdarsteller Hans Mühlhofer und Ellen Richter, vom königlichen Schauspielhaus. Besonders letztere bewährt in diesem Film die Vorzüge ihrer Persönlichkeit, ihre katzenhafte, wilde Geschmeidigkeit. Von den übrigen Darstellern erregt besonders ein Neger, der im Spiel von grinsender Freundlichkeit zu tückischer Wut übergeht, Beachtung. Ein Ballett, gestellt von Mary Zimmermann … sowie ein prächtiges Feuerwerk sind eine seltene Abwechslung…“

Paimann’s Filmlisten resümierte: „Stoff interessant, Spiel und Photos ausgezeichnet, Szenerie sehr gut, die Tanzszenen im Varietee, die Ballettszenen beim Feste, insbesondere aber die Feuerwerksszene mit den badenden Nymphen ausgezeichnet.“